# Zakl (gmina Podlehnik)
Zakl – wieś w Słowenii, w gminie Podlehnik. W 2018 roku liczyła 200 mieszkańców.